# Bilokopîtove, Hluhiv
Bilokopîtove (în ucraineană Білокопитове) este localitatea de reședință a comunei Bilokopîtove din raionul Hluhiv, regiunea Sumî, Ucraina.

## Demografie
Componența lingvistică a localității Bilokopîtove
     Ucraineană (98,07%)
     Rusă (1,93%)
Conform recensământului din 2001, majoritatea populației localității Bilokopîtove era vorbitoare de ucraineană (98,07%), existând în minoritate și vorbitori de rusă (1,93%).